# خوليو فورش

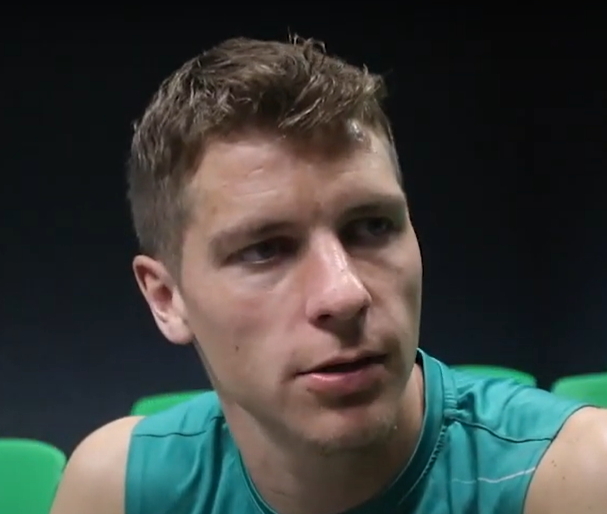
خوليو فورش

خوليو سيزار فورش (بالإسبانية: Julio César Furch) هو لاعب كرة قدم أرجنتيني من أصل ألماني في مركز الهجوم ولد في يوم 29 يوليو 1989 في محافظة لا بامبا في الأرجنتين، يلعب حالياً مع نادي فيراكروز المكسيكي وسبق له اللعب مع نادي بيلغرانو ونادي أرسنال ساراندي ونادي سان لورينزو وأوليمبو ويبلغ طوله 189 سم.

## روابط خارجية
- خوليو فورش على موقع قاعدة بيانات كرة القدم.إي يو (الإنجليزية)
- خوليو فورش على موقع Soccerway.com (الإنجليزية)
- خوليو فورش على موقع AS.com (الإسبانية)